# Adrián Lapeña
Adrián Lapeña Ruiz (Logroño, 16 de abril de 1996), más conocido como Adrián Lapeña, es un futbolista español que juega en la posición de defensa en las filas del PFC CSKA Sofía de la Primera Liga de Bulgaria.

## Trayectoria
Natural de Logroño, comenzó jugando en las categorías inferiores del Balsamaiso C. F. y el Valvanera C. D. antes de llegar a la Real Sociedad en cadetes. En edad juvenil formó parte del equipo que perdió la final de la Copa de Campeones 2014 ante el Real Madrid C. F. Tras finalizar esta etapa, pasó a militar en el filial donostiarra cuatro temporadas, entre 2015 y 2019.
En 2019 firmó con el K. A. S. Eupen que militaba en la Primera División de Bélgica. Solo jugó dos partidos y rescindió su contrato para volver a España y fichar el 29 de enero de 2020 por el C. D. Castellón. Con este equipo consiguió ascender a la Segunda División, categoría en la que marcó dos goles en los 31 encuentros que disputó.
El 25 de junio de 2021 firmó por el Real Club Deportivo de La Coruña por dos temporadas. En ambas estuvo compitiendo en la Primera Federación y una vez quedó libre se incorporó al Córdoba C. F. Estuvo una campaña y media y el 1 de febrero de 2025 fue traspasado al PFC CSKA Sofía.

## Clubes
| Club                         | País     | Año       |
| ---------------------------- | -------- | --------- |
| Real Sociedad "B"            | España   | 2015-2019 |
| K. A. S. Eupen               | Bélgica  | 2019      |
| C. D. Castellón              | España   | 2020-2021 |
| R. C. Deportivo de La Coruña | España   | 2021-2023 |
| Córdoba C. F.                | España   | 2023-2025 |
| PFC CSKA Sofía               | Bulgaria | 2025-     |